# George Brett
Pour les articles homonymes, voir Brett.
George Howard Brett (né le 15 mai 1953 à Glen Dale, Virginie-Occidentale) est un joueur américain de baseball qui a joué toute sa carrière comme joueur de troisième but avec les Royals de Kansas City. Il fut élu le joueur par excellence de la Ligue américaine en 1980, a gagné la Série mondiale en 1985 et ses 3154 coups sûrs représentent le meilleur total réalisé par un joueur de troisième but dans l'histoire de la Ligue majeure de baseball.
Brièvement en 2013 l'instructeur des frappeurs des Royals de Kansas City, George Brett est leur actuel vice-président.

## Carrière de joueur
En 1980, sa moyenne au bâton est au-dessus de ,400 jusqu'au 19 septembre, mais il termine la saison avec une moyenne de ,390, ce qui représente la meilleure moyenne depuis que Ted Williams a frappé ,406 en 1941. La moyenne a été dépassée par Tony Gwynn en 1994 mais sa moyenne de ,394 fut lors d'une saison raccourcie par une grève où la vedette des Padres de San Diego n'obtint que 419 présences au bâton. À la fin de cette saison 1980, les Royals se qualifient pour les séries éliminatoires où ils éliminent les Yankees de New York avant de perdre la Série mondiale contre les Phillies de Philadelphie, 2 matchs à 4. Pendant la série, Brett frappe ,375 (9 en 24) avec un circuit et trois points produits.

### Série mondiale 1985
En 1985, Brett frappe pour une moyenne de ,335 avec 30 circuits et 112 points produits. Les Royals se qualifient pour les éliminatoires et Brett frappe pour ,348 avec 3 circuits et 5 points produits en 7 matchs contre les Blue Jays de Toronto. Il est élu meilleur joueur de la Série de championnat de la Ligue américaine contre Toronto. En Série mondiale 1985, il frappe ,370 avec un double lors d'une victoire 4 matchs à 3 contre les Cardinals de Saint-Louis pour la première conquête du titre par les Royals.
Brett prend sa retraite en 1993 avec le record de points produits (1596) pour un joueur de troisième but, marque battue en 2012 par Chipper Jones.
Brett remporte à trois reprises le championnat des frappeurs de la Ligue américaine avec des moyennes au bâton de ,333 en 1976; ,390 en 1980 et ,329 en 1990, ce qui en fait le seul joueur de l'histoire des majeures à avoir gagné ce titre dans trois décennies différentes.

### Incident du goudron de pin
L'incident du goudron de pin est, dans l'histoire des ligues majeures de baseball aux États-Unis, une polémique sportive qui a eu lieu le 24 juillet 1983 lors d'un match entre les Yankees de New York et les Royals de Kansas City.
Le goudron de pin est une substance collante noire que l'on étale sur le manche des bâtons de baseball afin d'augmenter la prise en main et l'adhérence de la batte. Son utilisation est réglementée par les autorités du baseball et c'est sur un détail du règlement que les Yankees de New York ont remporté le match qui les opposait aux Royals de Kansas City.
Alors que les Yankees mènent au score 4-3 au début de la neuvième et dernière manche, le joueur de troisième but des Royals de Kansas City George Brett frappe un coup de circuit de deux points, offrant une potentielle victoire 5-4 à son équipe. Le manager des Yankees, Billy Martin, remarquant l'importante quantité de goudron de pin enduite sur le bâton du joueur, soumet à l'arbitrage l'inspection du bâton. La loi 1.10(c) stipule en effet qu'une batte de baseball ne peut être couverte d'une substance sur plus de 18 pouces de sa longueur. La batte de George Brett est déclarée non conforme par les arbitres et le circuit est annulé.
Il s'est avéré que le manager des Yankees, qui avait remarqué depuis un an que George Brett utilisait du goudron de pin en quantité importante, a attendu le moment opportun pour utiliser cette manœuvre stratégique. Plusieurs procès ont eu lieu et les Yankees ont finalement été punis pour l'incident. Le match a été rejoué à partir du coup sûr de la neuvième manche et les Royals ont remporté la partie.

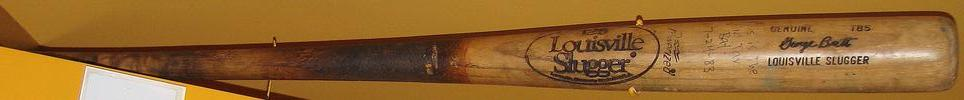
La batte de George Brett, au cœur d'une controverse concernant la longueur sur laquelle le manche peut réglementairement être enduit de goudron de pin pour améliorer la prise, en 1983

### Temple de la renommée
En 1997, il fut élu au Temple de la renommée du baseball avec 98,5 % des votes.

## Carrière d'instructeur
Le 30 mai 2013, les Royals, qui éprouvent des problèmes en offensive, relèguent aux ligues mineures leurs deux instructeurs des frappeurs, Jack Maloof et Andre David, et nomment Brett au poste de nouvel entraîneur des frappeurs. Fin juillet 2013, il laisse sa place à Pedro Grifol et reprend son poste de vice-président des Royals.

## Palmarès

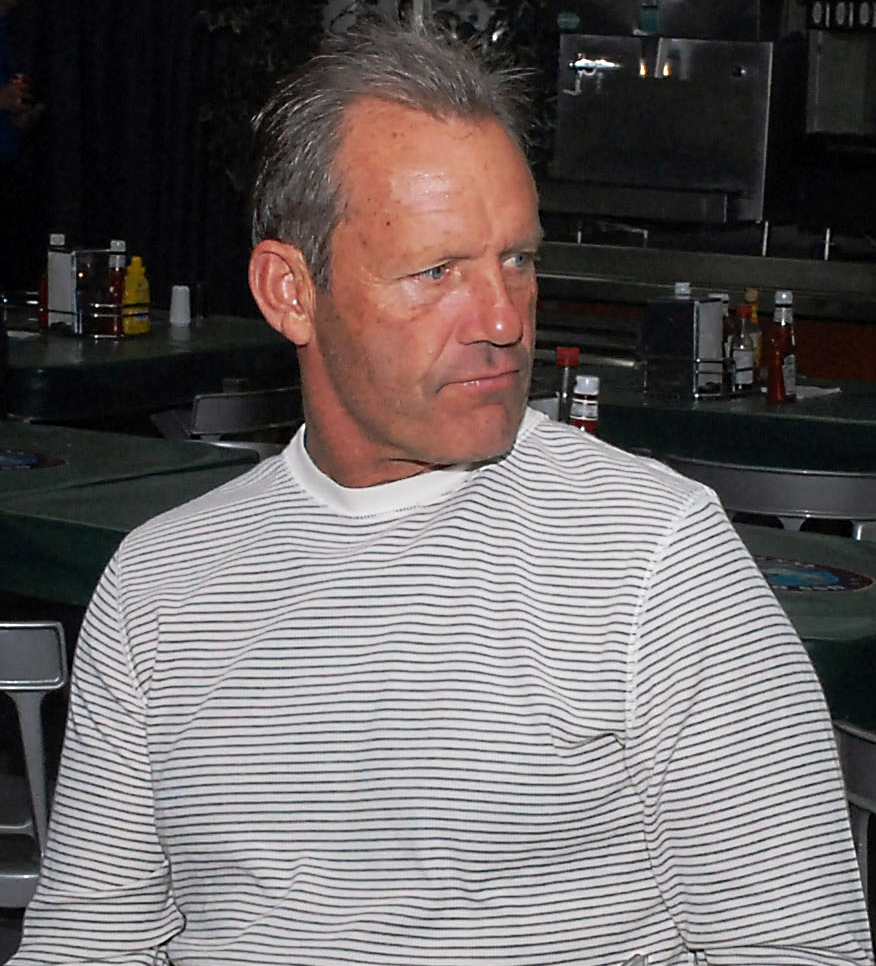
George Brett en 2009.

- Vainqueur de la Série mondiale en 1985 avec les Royals
- Élu le meilleur joueur des ligues majeures (1980)
- Champion de la moyenne au bâton (1980, 1986, 1990)
- 13 sélections dans l'équipe des étoiles de la Ligue américaine (1976-1988)

## Dans la culture populaire
Une photo de George Brett vêtu de l'uniforme des Royals, prise par le photographe Ted Spiegel et publiée dans un article de juillet 1976 de National Geographic au sujet de la ville de Kansas City, est à la source de l'inspiration du succès Royals de la chanteuse Lorde. Le morceau devient un hymne rassembleur pour les partisans des Royals lors de la Série mondiale 2014, leur première série finale depuis la victoire du club de 1985 mené par Brett.
Son nom est mentionné dans le septième épisode de la série télévisée Les Griffin, dans la saison 16. Dans cet épisode, Vladimir Poutine visite Peter Griffin et lui demande où se trouve la salle de bain. Poutine dit ensuite "I George Brett myself on plane" ; signifiant qu'il a eu la diarrhée dans l'avion[réf. nécessaire].

## Statistiques
| Statistiques de frappeur |            |            |      |       |      |      |     |     |     |      |     |    |      |     |       |       |       |
|                          |            |            | G    | AB    | R    | H    | 2B  | 3B  | HR  | RBI  | SB  | CS | BB   | SO  | BA    | OBP   | SLG   |
| Totaux                   | 21 saisons | 21 saisons | 2707 | 10349 | 1583 | 3154 | 665 | 137 | 317 | 1595 | 201 | 97 | 1096 | 908 | 0,305 | 0,369 | 0,487 |